# Crkva sv. Vida u Varaždinu
Crkva sv. Vida rimokatolička je crkva u Varaždinu.
Prvi put se spominje još 1454. godine, no ne zna se kako je izgledala u to doba. Izgorjela je u požaru 1582. godine, a 1649. godine zapisi navode da je bila zidana. Ponovo je 1748. – '51. izgrađena nova crkva, no i ona je teško stradala u požaru 1776. godine. Obnovio ju je 1778. – '82. godine varaždinski graditelj Ivan Adam Poch. 
U crkvi je sačuvan polikromirani inventar. Glavni oltar je iz 1760. godine, a propovjedaonica iz 1807. godine.

## Zaštita
Pod oznakom Z-2267 zavedeno je kao nepokretno kulturno dobro - pojedinačno, pravna statusa zaštićena kulturnog dobra, klasificirano kao "sakralna građevina".